# Youx
Youx – miejscowość i gmina we Francji, w regionie Owernia-Rodan-Alpy, w departamencie Puy-de-Dôme.
Według danych na rok 1990 gminę zamieszkiwało 1115 osób, a gęstość zaludnienia wynosiła 58 osób/km² (wśród 1310 gmin Owernii Youx plasuje się na 192. miejscu pod względem liczby ludności, natomiast pod względem powierzchni na miejscu 477.).